# Kōshirō Itohara
Kōshirō Itohara (japanisch 糸原 紘史郎 Itohara Kōshirō; * 25. Februar 1998 in Kurayoshi, Präfektur Tottori) ist ein japanischer Fußballspieler.

## Karriere
Kōshirō Itohara erlernte das Fußballspielen in der Jugendmannschaft von Sanfrecce Hiroshima sowie in der Schulmannschaft des Biwako Seikei Sport College. Von August 2019 bis Saisonende wurde er vom College an Gainare Tottori ausgeliehen. Der Verein, der in der Präfektur Tottori beheimatet ist, spielte in der dritten japanischen Liga. Nach der Ausleihe wurde er am 1. Februar 2020 fest von Tottori unter Vertrag genommen. Sein Drittligadebüt gab Kōshirō Itohara am 7. November 2021 (26. Spieltag) im Heimspiel gegen den Fujieda MYFC. Hier stand er in der Startelf und stand die kompletten 90 Minuten im Tor. Gainare gewann das Spiel 4:3. Nach insgesamt 45 Ligaspielen wechselte er im Januar 2024 zum Zweitligisten Renofa Yamaguchi FC. Im Januar 2025 wurde er an den Erstligisten Shonan Bellmare ausgeliehen.